# Робітнича опозиція
Робітнича опозиція — фракція в РКП(б), яка представляла т. зв. анархо-синдикалістський ухил. Виникнення «Р.о.» було пов'язане з відмовою більшовиків від гасла про передання заводів і фабрик в управління робітникам. Початковий період формування «Р.о.» охоплював період із кінця 1919 до осені 1920, коли вироблялися окремі елементи її програми (відмова від крайнощів «воєнного комунізму», розширення внутрішньопартійної демократії, організація народного господарства під керівництвом профспілок), під час обговорення яких у партійних і профспілкових комітетах відбувалася консолідація майбутніх прихильників «Р.о.», виокремлювалися її лідери, а організаційним центром групи став ЦК Всеросійської спілки робітників-металістів (ВСРМ), очолюваний О. Шляпниковим. Остаточно сформувалася під час дискусії про професійні спілки, яка точилася наприкінці 1920 в ЦК РКП(б), а з 1921 поширилася на республіканські та місцеві партійні організації. Мала різні течії — від радикальної (Робітничо-селянська соціалістична партія, «Мясниковщина», «Робітнича група») до поміркованої («Робітнича правда»).
Платформа «Р.о.» була проголошена О. Шляпниковим на об'єднаному засіданні комуністів — делегатів 8-го Всеросійського з'їзду Рад та профспілкових активістів (грудень 1920). «Р.о.» пропонувала передати управління народним господарством профспілкам, а керівну роль РКП(б) у сфері економіки обмежити господарчим плануванням. Критикувала бюрократизацію партійного і державного управління, вимагала покращення матеріального становища робітників (шляхом натуралізації зарплати і премій, відміни грошової оплати продовольчих пайків та ін.).

## В Україні
В Україні прихильників «Р.о.» очолили І. Перепечко і М. Лобанов. Регіонами її найбільшого впливу були Харків, Київ, Миколаївська губернія та Волинська губернія, а форпостом у профспілковому русі — профспілка робітників-металістів.
Під час «профспілкової дискусії» платформа «Р.о.» була засуджена в січні 1921 пленумом ЦК КП(б)У та переважною більшістю губернських і місцевих організацій КП(б)У. Її прихильники перемогли на Миколаївській та Волинській губернських партконференціях. У Харкові вплив «Р.о.» обмежився губернським комітетом КП(б)У та комуністичною фракцією губернської ради профспілок, а в Києві чисельність її прихильників незначно поступалася прихильникам ленінської платформи «десяти» (77 голосів проти 81).
У лютому 1921 пленум ЦК КП(б)У запропонував чистку профспілкового апарату від «прихильників анархо-синдикалістського ухилу». Тих із них, які намагалися утворити незалежні від Всеросійської центральної ради профспілок професійні спілки, притягали до суду революційних трибуналів.
Розгром «Р.о.» вплинув на результати Х з'їзду РКП(б) (березень 1921), який засудив її погляди як «анархо-синдикалістські», визнав їх такими, що загрожують єдності партії, та несумісними із приналежністю до РКП(б).
Усунення прихильників «Р.о.» з керівних партійних і профспілкових посад сприяло розпаду її угруповань. Напередодні XI з'їзду РКП(б) 22 члени «Р.о.» надіслали заяву до виконкому Інтернаціоналу Комуністичного із критикою внутрішньопартійного режиму і політичного курсу РКП(б). Після засудження заяви керівництвом виконкому Комінтерну деяких з її авторів виключили з партії на XI з'їзді РКП(б), інших — переводили на другорядну роботу в партійних чи профспілкових організаціях. Остаточна ліквідація групи «Р.о.» на місцях відбулася з березня 1922 по вересень 1923.